# فوكاشين يوفانوفيتش
فوكاشين يوفانوفيتش (بالسيريلية الصربية: Вукашин Јовановић) هو لاعب كرة قدم صربي في مركز الدفاع، ولد في 17 مايو 1996 في بلغراد في صربيا. شارك مع منتخب صربيا تحت 17 سنة لكرة القدم ومنتخب صربيا تحت 19 سنة لكرة القدم ومنتخب صربيا تحت 20 سنة لكرة القدم ومنتخب صربيا تحت 21 سنة لكرة القدم. أما مع النوادي، فقد لعب مع النجم الأحمر بلغراد وزينيت سانت بطرسبرغ.

## وصلات خارجية
- فوكاشين يوفانوفيتش على موقع الاتحاد الدولي (مؤرشف)  (الإنجليزية)
- فوكاشين يوفانوفيتش على موقع الاتحاد الأوربي (الإنجليزية)
- فوكاشين يوفانوفيتش على موقع قاعدة بيانات كرة القدم.إي يو (الإنجليزية)
- فوكاشين يوفانوفيتش على موقع ليكيب (الفرنسية)
- فوكاشين يوفانوفيتش على موقع Soccerway.com (الإنجليزية)
- فوكاشين يوفانوفيتش على موقع عالم كرة القدم.نت (الإنجليزية)
- فوكاشين يوفانوفيتش على موقع AS.com (الإسبانية)